# Farhat Hached

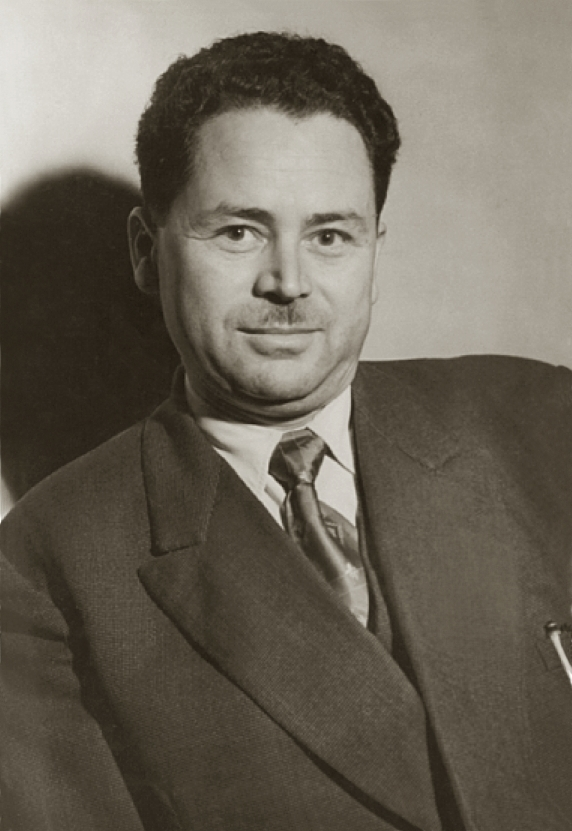
Farhat Hached

Farạhāt Ḥaššād  (1914-1952) [en árabe: فرحات حشّاد] fue un organizador sindical y fundador de la Unión General Tunecina del Trabajo (UGTT) en 1945. Al movilizar a los trabajadores en apoyo de los objetivos políticos del Neo-Dustur, dio aliento a las demandas de partido y se ganó la antipatía de los administradores y colonos franceses. Fue un conocido luchador contra el colonialismo francés junto a Habib Burguiba y Salah Ben Youssef. Fue asesinado por la organización Mano Roja. (1914-1952)  

## Infancia y juventud
Farạhāt Ḥaššād, nació el 2 de febrero de 1914 en Al-Abbasiya, Islas Kerkennah, un pequeño archipiélago de pueblos pesqueros frente a la costa de Sfax. Hijo de Mohamed Ḥaššād y Hana Ben Romdhane. Proveniente de una familia humilde dedicada a la pesca marina, estudió en la escuela primaria árabe francesa en el pueblo de Clappers que se encuentra a dos kilómetros de su ciudad natal, Al-Abbasiya, dirigida por un director francés. Nada más recibir su certificado de educación primaria a los 15 años, tuvo que abandonar la escuela y buscar trabajo para ayudar a su familia. A los 16 años y tras la muerte de su padre, emigró a la ciudad de Susa, donde sus tíos se habían instalado en la década de 1920. Allí, encontró trabajo como mensajero con la Sociedad de Transporte de Sahel que era una empresa de transporte tunecina. En su trabajo, Ḥaššād se ganó la confianza de la administración por su dedicación y el deseo de mejorar su rendimiento profesional, ascendiendo al rango de empleado administrativo, posición que le permitió conocer bien la empresa, por un lado y a los empleados administrativos, por otro. Estas relaciones le permitieron disfrutar y entender plenamente la vida sindical, lo cual le fue muy útil cuando se involucró en el sindicato básico de la central sindical francesa CGT (Confederación General del Trabajo")".
a partir de julio de 1936.

## Vida laboral y sindical
Al principio de los treinta, los jóvenes tunecinos formados en Francia regresaron a Túnez con ideas nacionalistas, entre ellos Habib Burguiba. Trabajaban bajo de la titula del partido Destour. Publicaron dos periódicos;  La Voix du Tunisien y L`Action Tunisienne. Los discursos publicados en estos periódicos fueron nacionalistas y libertadores. Por ello, los escritores tuvieron un enfrentamiento con la editorial y así abandonaron los periódicos. En 1934, un sector de la juventud tunecina rompió con el Partido Destour a causa de las posiciones más conservadoras en su seno. Las nuevas generaciones más progresistas fundaron finalmente el Partido Neo-Destour y Habib Burguiba fue su líder. 
En este contexto político y social, en 1930, Ḥaššād empezó a trabajar en la Sociedad de Transporte de Sahel, mismo año en el que se estableció el sindicato de trabajadores de transporte, que se afilió a la Confederación General del Trabajo (CGT) con sede en Francia. Este fue el comienzo de su carrera en el sindicalismo tunecino. Asumió una serie de responsabilidades sindicales a nivel local y en la región y, más tarde, en la administración nacional, trabajando con Albert Bouzanquet. Fue muy activo y ganó fama entre los trabajadores defendiendo sus derechos. Como resultado, fue despedido de su trabajo en 1939. 
Se puede resumir la vida sindical de Ḥaššād en tres períodos:
1. 1936-1944: La Confederación General del Trabajo, de orientación socialdemócrata.
2. 1944-1948: La independencia del movimiento sindical tunecino entre las acusaciones de la izquierda y ante la difícil situación mundial.
3. 1948-1952: La alineación estratégica entre la Unión General de Trabajadores de Túnez y el movimiento nacional.

Durante la Segunda Guerra Mundial, con Túnez ,ocupada temporalmente por la Alemania nazi, sujeto al gobierno títere francés de Vichy, la prohibición de la actividad política y sindical hizo la vida difícil a la organización. Ḥaššād, por lo tanto, se ofreció como voluntario para trabajar en la Cruz Roja para cuidar a los heridos, una tarea que emprendió fuera de sus horas de trabajo. En 1942, Túnez se convirtió en un teatro para la lucha entre los principales beligerantes en tiempos de guerra y los requisitos del gobierno de Vichy, que fue sustituido por el gobierno colonial francés libre. En 1943, Ḥaššād fue reclutado para el servicio gubernamental, lo que significaba la reubicación en Sfax, donde pudo reanudar sus actividades sindicales. Poco después, Ḥaššād rompió con la CGT, para la que se había organizado durante 15 años. Él y otros sindicalistas tunecinos criticaron las posiciones tomadas dentro del sindicato francés por los socialistas y comunistas que ignoraron y no apoyaron el llamamiento tunecino a la independencia de Francia. A partir de aquel momento, el movimiento sindical tunecino seguiría su propio camino.
A partir de 1944, las libertades sindicales regresaron a Túnez y Ḥaššād participó en la conferencia del sindicato  CGT Comunista con su líder, en el que el movimiento comunista ganó la mayoría.
Los comunistas ganaron un gran poder durante la guerra y estos pudieron controlar el liderazgo del sindicato después de la llegada de los aliados a Túnez hacia 1943. Su objetivo era en gran medida expulsar a los socialistas del liderazgo del sindicato, es decir, a los seguidores del líder.
Ḥaššād renunció a CGT Comunista y finalmente entendió que el destino de los trabajadores tunecinos estaba en manos de los tunecinos. Lo que se requería de ellos era que entraran en una estructura que construyera, estableciera y organizara las herramientas y armas necesarias que se debían usar al servicio del pueblo para llevar a cabo acciones que hicieran frente el desastre de la pobreza y la necesidad que era producto del colonialismo.
Así, comenzó el nuevo movimiento desde las células de los mineros de fosfato en el sur, y los trabajadores de las fábricas y los puertos en el centro y el norte. Este rápido desarrollo destacó la necesidad de miles de trabajadores por formar una plataforma y crear una organización nacional independiente que los protegiera. A partir de estas células de trabajadores del fosfato en Sfax, Farạhāt Ḥaššād y sus compañeros pudieron establecer el sindicato independiente del sur; luego se establecieron los sindicatos centrales y paralelos del norte antes de que surgiera el Sindicato General de Trabajadores de Túnez, que reunió a todos estos sindicatos.
En 1946, Hached rompió con el sindicalismo de la CGT de Francia. Era un momento clave en el Magreb, no solo en Túnez, sino en otros países como Marruecos y Argelia. La creación de la UGTT fue un momento histórico porque superó el intento de manipular la representación de los trabajadores y por su orientación nacionalista.
Anteriormente, Hached había establecido contactos con diferentes líderes sindicales magrebíes con el fin de crear una organización sindical norteafricana, cuyo objetivo, era la unificación de la lucha de los pueblos de la región contra la colonización. Aunque las organizaciones de los trabajadores de estos tres países no lograron unificarse, habían alcanzado un alto grado de coordinación.
En 1949, los sindicatos pactaron con el Federación Socialista (SFIO) en Túnez y gracias a esto el movimiento (G.G.T / F.O) se fortaleció a medida que muchos de los líderes y activistas de la federación estuvieron activos. Esta convergencia se explica debido a las consecuencias negativas de la Guerra Fría en la situación sindical mundial, que fue extremadamente complicada, entre los años 1949 y 1950. Después de una espera de tres años, se aceptó la solicitud de la Unión General del Trabajo de Túnez para unirse a la Federación Sindical Mundial (FSM) el 28 de enero de 1949. Este evento coincidió con el establecimiento de la Confederación Internacional de Organizaciones Sindicales Libres (CISL). Luego, la Unión General de Trabajadores de Túnez se separó de la Federación Sindical Mundial en julio de 1950 e ingresó en la Confederación Internacional de Organizaciones Sindicales Libres (marzo de 1951). Como resultado, se fortaleció la alineación estratégica entre la Unión General Tunecina del Trabajo (UGTT) y la nueva Agrupación Constitucional Democrática (el Partido Neo Destour, en árabe: الحزب الحر الدستوري الجديد) cuyas bases se unieron a lo largo de 1948.
La activista Asma Beljoya, militante del Neo-Destour, se encargó de asegurar el enlace entre la Unión de Mujeres Musulmanas y la UGTT. Tanto estas dos organizaciones como los partidos políticos trabajaron de manera coordinada en sus actividades sociales y humanitarias, con la idea de poner en marcha un programa de ayudas a las personas pobres y víctimas de la subida de precios y la hambruna de los años 1946-1948.
Desde el establecimiento del UGTT y hasta su asesinato, Farạhāt Ḥaššād ha sido el líder sindical histórico por antonomasia. Su defensa a los derechos de los trabajadores así como a la independencia de Túnez, hizo que se convirtiera en un peligro para los intereses del colonialismo francés.      

## Vida personal
En 1943, se casó con una prima de Kerkennah, Oum El Khir (Emna Ḥaššād). La pareja tuvo dos hijos, Noureddine Ḥaššād (político tunecino) y Nassour, y una hija, Yamila. 

## Muerte
Fue asesinado por una organización terrorista francesa francés, Mano Roja, en Radés, el 5 de diciembre de 1952. Su asesinato proporcionó al movimiento nacionalista un mártir destacado e hizo estallar una oleada de violencia a lo largo y ancho del país. A raíz de su muerte,  Ahmed Ben Salah tomará el relevo del sindicalismo tunecino. se ha convertido desde entonces en figura simbólica, junto con la de Burguiba, de la historia del país. Su presencia es una constante a lo largo de las décadas de tal manera que en su honor, se nombran numerosos edificios, calles, parques, etc. de la capital de Túnez y en otras localidades. Son frecuentes también los continuos homenajes a su figura hasta 2015.

## Sitios exteriores
- http://www.mawsouaa.tn/wiki/فرحات_حشاد
- https://doc.aljazeera.net/video/اغتيال-فرحات-حشاد/
- http://www.ugtt.org.tn/الاتحاد-يحتفل-بالذكرى-66-لاغتيال-الزعيم/ conmemoración del 66 aniversario del asesinato de Farhat Hached.
- http://www.ugtt.org.tn/كلمة-الأخ-نور-الدين-الطبوبي-الأمين-الع-8/ el discurso del  secretario de la UGTT Noureddin Tabubi en la conmemoración del 67 aniversario del asesinato de Farhat Hached.

- Datos: Q762261
- Multimedia: Farhat Hached / Q762261